# Dystrykt Vila Real
Dystrykt Vila Real (port. Distrito de Vila Real, wym. [ˈvilɐ ʁiˈaɫ]) – jednostka administracyjna pierwszego rzędu w północnej Portugalii. Ośrodkiem administracyjnym dystryktu jest miasto Vila Real. Położony jest na terenie regionu Północ, od północy graniczy z Hiszpanią, od wschodu z dystryktem Bragança, od południa z dystryktem Viseu a od zachodu z dystryktami Porto, Braga i Viana do Castelo. Powierzchnia dystryktu wynosi 4328 km², zamieszkuje go 223 731 osób, gęstość zaludnienia wynosi 52 os./km².
W skład dystryktu Vila Real wchodzi 14 gmin:
- Alijó
- Boticas
- Chaves
- Mesão Frio
- Mondim de Basto
- Montalegre
- Murça
- Peso da Régua
- Ribeira de Pena
- Sabrosa
- Santa Marta de Penaguião
- Valpaços
- Vila Pouca de Aguiar
- Vila Real